# ウシュカ
ウシュカ (ポーランド語: Uszka, ウクライナ語: Вушка, ベラルーシ語: Вушкі、『小さな耳』の意味) は、ポーランド料理の一つで、小さな茹でダンプリング であり、ウクライナ、ベラルーシ、リトアニアなど東欧で広く食されている。ピエロギの大変小さいバージョンで、風味ある野生の森のきのこかひき肉、若しくは両方を合わせたフィリングを、薄く伸ばした小麦粉の生地で包むが、生地の両端を輪状に合わせて小動物の耳の形に仕上げられる。形状はイタリアのトルテリーニに似ている。
大抵はバルシチ（ボルシチ）と共に供されるが、溶かしバターで和えられ、チャイブなどのハーブが振りかけられたままでも食される。
きのこ、タマネギ、ザワークラウトなどが詰められた、肉も乳製品も使用されていないものは、ポーランドとウクライナの伝統的なクリスマスイブ料理の一皿であり、スープに加えられるか、副菜として供される。

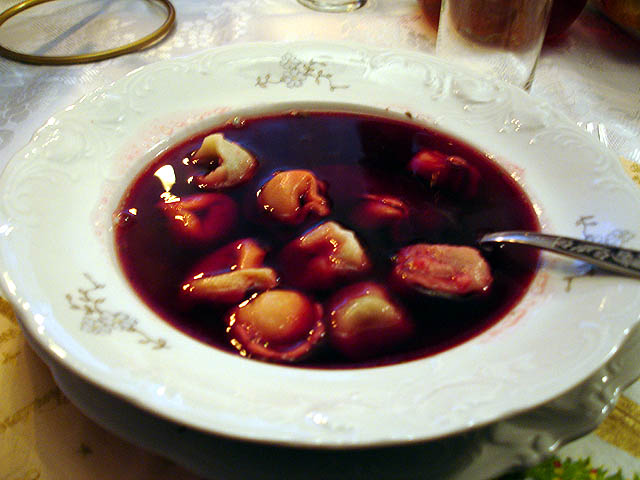
ポーランドの伝統的なスープ、バルシチ・チェルヴォヌィ(barszcz czerwony)に加えられたウシュカ

さまざまな言語でウシュカ (Uszka)やヴシュカ (vushka)などと呼ばれる:
- ポーランド語: uszka
- ウクライナ語: вушка (vúška)
- ベラルーシ語: вушкі (vúški)